# Uthmann und Ransern

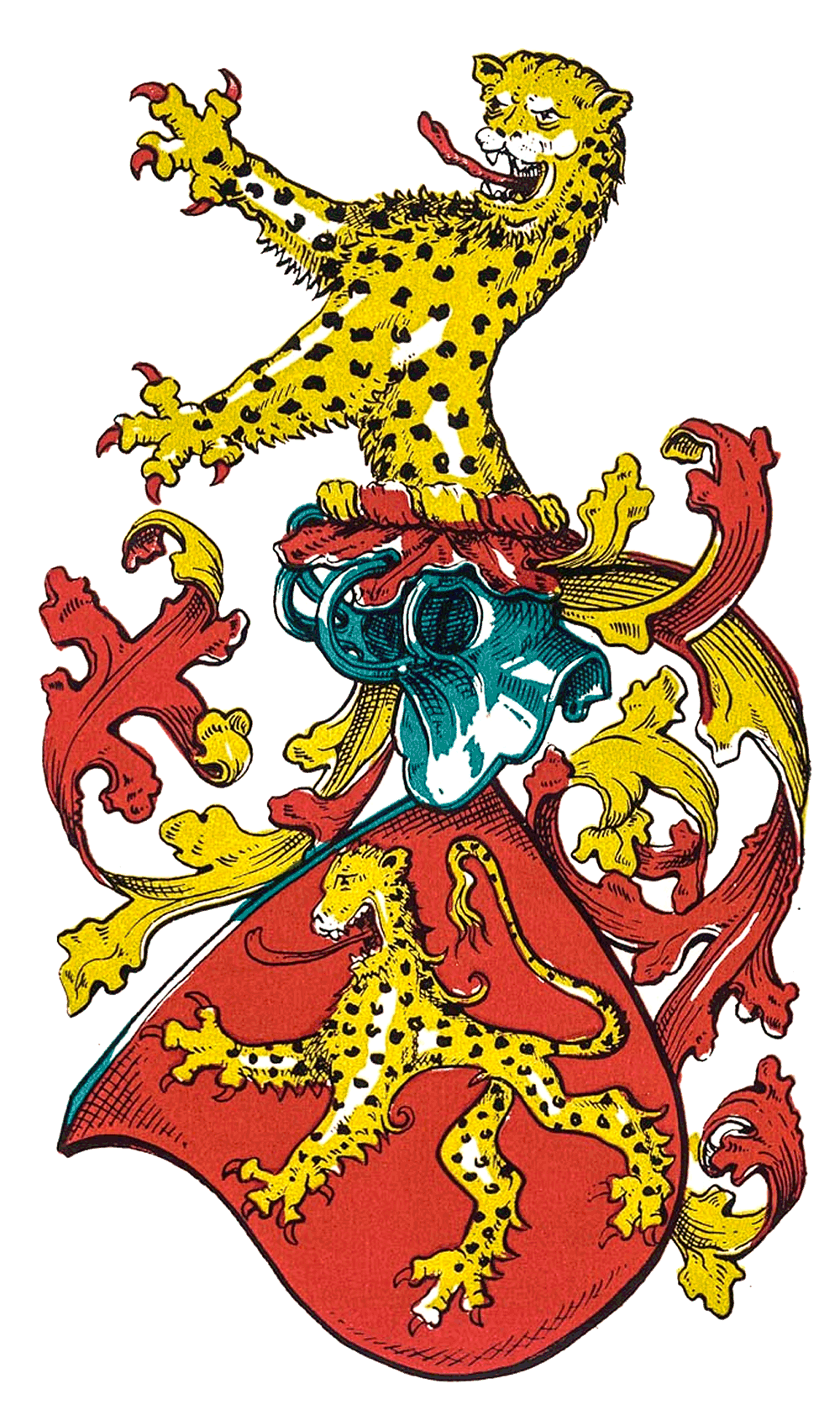
Wappen derer von Uthmann und Ransern (Rudolf Stein, Der Rat und die Ratsgeschlechter des alten Breslau, 1963)

Die Herren von Uthmann und Ransern, auch Uthmann-Schweinern genannt, waren ein oberlausitzisches Adelsgeschlecht. Ihr Stammvater Christoph, ein Görlitzer Ratsherr wurde um das Jahr 1470 in den erblichen Adelsstand erhoben. Die naheliegende Verwandtschaft zur Familie Uthmann bzw. zu den Linien Uthmann und Rathen und Uthmann und Schmolz wurde von Witzendorff-Rehdiger behauptet, aber nicht belegt und ist daher offen.
Die beiden Namenszusätze rühren vom Erwerb der Güter Ransern bzw. Schweinern (im Westen des Breslauer Ortsteils Psie Pole), die Nikolaus, der Ältere erworben hatte.

## Geschichte
Nach einer Veröffentlichung Witzendorff-Rehdigers war der Stammvater Christoph Uthmann ein Sohn des Hans Uthmann, der in Freystadt in Schlesien in der ersten Hälfte des 15. Jahrhunderts Hofschöffe gewesen sein soll. Witzendorff-Rehdiger behauptete, dass dieser Hans Stammvater aller bekannten Linien der Uthmanns sei. Oskar Pusch, der Witzendorff-Rehdiger grundsätzlich als fehleranfällig und zu unwissenschaftlich beschrieb, merkte jedoch die fehlende Quelle zu dieser Behauptung von Witzendorff-Rehdiger an.
Die gesicherte Stammlinie der Uthmann und Ransern beginnt bei dem Görlitzer Ratsherren Christoph Uthmann († 1483). Er wurde im Jahr 1470 einschließlich seiner Nachkommenschaft geadelt. Im Gegensatz zu den anderen zwei Linien fielen die Uthmann und Ransern durch zahlreiche Verbrechen und daraus folgende Hinrichtungen auf.
Christoph war in erster Ehe mit Margarethe Lauterbach verheiratet, sie war eine Tochter des Bürgermeisters in Jauer, Hans Lauterbach, und der Barbara, geborener Küchler. In zweiter Ehe heiratete Christoph Margarethe Schleiffe, Tochter eines der angeblichen Initiatoren der Görlitzer Pulververschwörung Christoph hatte aus seinen Ehen zwölf Kinder:
- Christoph Uthmann 
  - aus erster Ehe:
  - Margarethe († 19. Mai 1494); ⚭ Wenzel Emmerich, ein Halbbruder Georg Emmerichs
  - Ursula ⚭ Daniel Thyme
  - Hans († 1486); Kaufmann; wurde wegen Pfandbruchs enthauptet; ⚭¹ Margarethe Schneeweiß; ⚭² Cordula von Gersdorff
    - Hans; Herr auf Klopschen, Glogau; ⚭ Katharina Menzel

  - Christoph († 1505 oder 1508), Herr auf Groß-Raake und Langenau; ⚭ Anna von Prockendorf
    - Hedwig († 12. November 1515 in Breslau), starb durch Unfall; ⚭ Augustin von Kromayer
    - Gregor († 1555); Prokurator und später Probst des Klosters Oybin
    - Franz; Pastor in Lissa, danach in Zahna bei Wittenberg

  - Barbara († 1483); ⚭ Hieronymus Henne
  - Donat († 24. Mai 1498 in Görlitz); ⚭ Margarethe Bülinger, wurde enthauptet, weil er seine Ehefrau vergiftet hatte
  - aus zweiter Ehe:
  - Alexius († 1522 als Kaufmann in Breslau)
  - Kaspar († vor 1497), erwarb den Baccalaureus
  - Anna; ⚭ Nikolaus Mondschein
  - Martha; ⚭ Hans Eschenloher, Verwandter des Breslauer Geschichtsschreibers Peter Eschenloher
  - Balthasar († vor 1497)
  - Nikolaus (* 1450; † 1536 in Breslau), erfolgreicher Kaufmann, investierte in Landgüter, war von 1506 bis 1512 und 1514 bis 1515 Ratsherr; Seinen Handelsüberschuss investierte er in Landgüter, darunter Ransern, Schweinern, Guckelwitz und Protsch an der Weide. ⚭ Elisabeth Ehmen
    - Nikolaus, 1512 vorreformatorischer Pfarrer in Kauer
    - Hedwig († 25. Mai 1552); ⚭ Matthis von Lausnitz
    - Hedwig; ⚭¹ Hans Tamme; ⚭² Kaspar von Domnig
    - Margarethe; ⚭ Sebald der Jüngere von Sauermann
    - Anna († 1544); ⚭ Hans von Bernhard
    - Leonhard († 23. Juli 1533), Student, wurde vom Sohn des zweiten Ehemannes seiner Großmutter erstochen; ⚭ Klara von Schenk
      - Elisabeth; ⚭ Martin Pfister, genannt Steyren

## Wappen

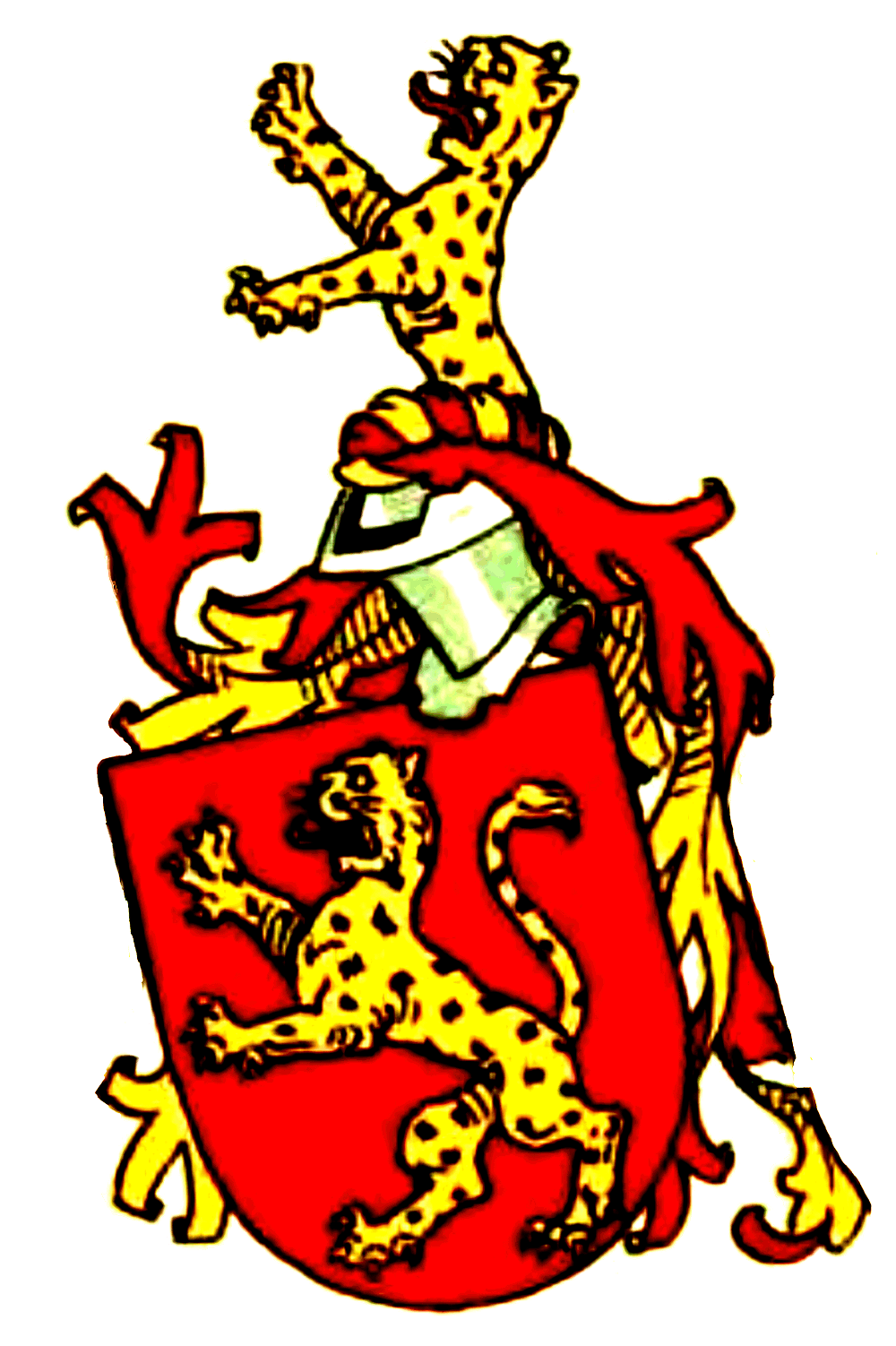
Wappen derer von Uthmann und Ransern (Alfred Schellenberg, Schlesisches Wappenbuch, 1938)

Das Wappen der Uthmann und Ransern zeigt in Rot einen aufgerichteten nach rechts (heraldisch) schreitenden goldenen Leoparden. Kleinod: Der Leopard aus gewulstetem Helm wachsend. Helmdecken: rot-golden.